# Miogenesi
La miogenesi è la formazione di tessuti muscolari, in particolare durante lo sviluppo embrionale.
Le fibre muscolari generalmente si formano dalla fusione di mioblasti in fibre multi-nucleate chiamate miotubi. Durante lo sviluppo iniziale di un embrione, i mioblasti possono proliferare o differenziarsi in un miotubo. Ciò che controlla questa scelta è generalmente poco chiaro. Se inseriti in una coltura cellulare, la maggior parte dei mioblasti prolifera se è presente un fattore di crescita del fibroblasto (FGF) o un altro fattore di crescita. Quando il fattore di crescita esaurisce, i mioblasti cessano la divisione e subiscono una differenziazione terminale in miotubi. La differenziazione del mioblasto procede in fasi.
La prima fase, prevede l'uscita dal ciclo cellulare e l'inizio dell'espressione di alcuni geni.
La seconda fase della differenziazione comporta l'allineamento dei mioblasti l'uno con l'altro. Gli studi hanno dimostrato che anche i mioblasti di topi e polli possono riconoscersi e allinearsi tra loro, suggerendo la conservazione evolutiva dei meccanismi coinvolti.
La terza fase è la fusione cellulare stessa. In questa fase, la presenza di ioni calcio è fondamentale. Nei topi, la fusione è aiutata da una serie di metalloproteinasi chiamate meltrini e una varietà di altre proteine ancora sotto studi. La fusione comporta l'assunzione di actina alla membrana plasmatica, seguita dalla creazione di un poro che successivamente si allarga rapidamente.
I nuovi geni e i loro prodotti proteici che vengono espressi durante il processo, sono sotto indagine attiva in molti laboratori. Essi includono:
- Fattori di miglioramento del miocita (MEF), che promuovono la miogenesi.
- Il fattore di risposta del siero (SRF) svolge un ruolo centrale durante la miogenesi, essendo necessario per l'espressione di geni alfa-actinina[2]. L'espressione dell'alfa-actinina scheletrica è regolata anche dal recettore androgeno; certi steroidi possono quindi regolare la miogenesi[3].
- Fattori regolatori miogenici (MRF); ne esistono quattro: MyoD, Myf5, Myf6 e Myogenin.